# Jackie Woodburne
Jackie Woodburne (Carrickfergus (Noord-Ierland), 5 februari 1956) is een Australisch actrice.

## Levensloop
Woodburne werd geboren in Noord-Ierland en emigreerde op driejarige leeftijd met haar familie naar Australië. Ze studeerde af aan de National Theatre School in Melbourne.
Woodburne speelt een van de langstlopende rollen in de soapserie Neighbours. Sinds 1994 acteert ze de rol van Susan Kennedy. In 1977 speelde ze de zus van acteur Alan Fletcher in de politieserie Cop Shop, die later in Neighbours haar man Karl Kennedy ging spelen.
Woodburne speelde in haar carrière gastrollen in de series Prisoner, Sons and Daughters, A Country Practice en The Flying Doctors.